# Riley Andersen
Riley Andersen es un personaje ficticio que aparece en la franquicia de Disney/Pixar Inside Out. Ella es una niña de 13 años de edad a la que le encanta el hockey sobre hielo. Fue arrancada de su vida feliz y sencilla en Minnesota y llevada a San Francisco, California, donde experimenta varios cambios en su vida. Sus emociones (Alegría, Tristeza, Temor, Desagrado, y Furia) la ayudan en este momento difícil, asegurando su bienestar. Después de alcanzar la pubertad, Riley sufre un nuevo conjunto de emociones: Ansiedad, Envidia, Ennui, Vergüenza, y Nostalgia.

## Concepto y creación
Riley está basada en la hija de Pete Docter, Elie Docter, quien también fue la inspiración para la esposa de Carl Fredricksen del mismo nombre en la película Up.

## Personalidad
Riley generalmente es una niña curiosa, inteligente y agradable con una gran pasión por el hockey. Las emociones de Riley contribuyen a sus comportamientos principales en la película. En gran parte de su infancia, era una niña muy alegre, juguetona, bromista y e incluso con bromas un tanto torpes. Sin embargo, en la adolescencia, Riley se vuelve más sentimental, tímida e insegura de sí misma a medida que sus otras emociones comienzan a cambiar. Cuando su familia se muda a San Francisco, ella comienza a sentirse más preocupada, molesta y sola. Sus emociones en este punto intentan ayudarla a adaptarse a la nueva vida. Riley puede dudar de sí misma, pero no siempre se arrepiente de sus acciones.
Riley realmente extraña a Minnesota y no puede afrontar la transición. Sin embargo, Riley tiene miedo de contarles a sus padres sus verdaderos sentimientos porque quieren que ella acepte el nuevo hogar y porque ella siempre ha sido su "niña feliz".
Sin embargo, a medida que pasa el tiempo, Riley se vuelve emocionalmente vulnerable, entra en una especie de estado mental entumecido y llega al punto en que intenta huir, casi perdiéndose en el proceso. Pero es aquí donde se da cuenta de que casi había renunciado a las cosas que más le importan en la vida y se da cuenta del riesgo justo a tiempo. Al regresar a casa y admitir ante sus padres que está muy deprimida, aprende a aceptar San Francisco cuando sus padres la consuelan por la pérdida personal, y Riley (con la guía de sus emociones) finalmente se adapta a su nuevo hogar en San Francisco.
Con las Emociones de Riley ahora trabajando todas juntas y sin que una supere a la otra, parecería que había alcanzado una estabilidad emocional. Sin embargo, una vez alcanza la pubertad, esa estabilidad se resiente con la llegada de cuatro nuevas Emociones que acaban "embotellando" a las originales, provocando un cambio repentino en su comportamiento. El comportamiento optimista y feliz habitual de Riley se vuelve ansioso, con Riley tratando desesperadamente de ser amiga de una nueva multitud (especialmente con ella a punto de ingresar a la escuela secundaria el próximo año escolar) hasta el punto de abandonar a los viejos amigos que ya tenía, mientras también se siente. avergonzada cada vez que intenta expresar sus verdaderos sentimientos.
Su deseo de hacerse amiga de las chicas populares hizo que su ansiedad empeorara aún más, ya que comenzó a cambiar todo en ella para integrarse mejor, incluso si eso significaba hacer cosas que no le gustaban. Después de enterarse de que el entrenador consideraba que no estaba lista para el equipo, Riley comenzó a proyectar todo lo que podría salir mal, lo que la llevó a tener la idea de superar a Val, la mejor jugadora, cuando era estudiante de primer año. Sin embargo, eso hizo que Riley sintiera que no era lo suficientemente buena, lo que la llevó a actuar de manera egoísta durante el juego final y lastimó accidentalmente a una de sus mejores amigas. Finalmente, la ansiedad de Riley culminó en un gran ataque de ansiedad. Sólo cuando expresó sus preocupaciones a sus viejas amigas y ellos le aseguraron que nunca dejarían de ser amigos, Riley finalmente pudo encontrar su yo alegre y dejar de lado su ansiedad.

## Apariciones

### Películas y televisión

#### Riley's First Date?
Cortometraje donde Riley tiene una cita con Jordan.

#### Finding Dory
Riley aparece como cameo en la película Buscando a Dory.

#### Inside Out 2
Riley llega a la pubertad y va al campamento de hockey pero llegan nuevas emociones. 

#### Dream Productions
Serie animada tratándose de donde se originan los sueños de Riley.